# 悲しみの女
| 専門評論家によるレビュー | 専門評論家によるレビュー |
| レビュー・スコア         | レビュー・スコア         |
| 出典                     | 評価                     |
| ------------------------ | ------------------------ |
| Allmusic                 | link                     |

『悲しみの女』 (A Maid of Constant Sorrow) は伝統的な民族音楽を取り上げたジュディ・コリンズの1961年発売のデビューアルバムで、エレクトラ・レコードからリリースされた。

## 内容とスタイル
アルバムにおいて、コリンズの声とギターはセカンドギターのフレッド・ヘラーマンとウォルター・ライム、バンジョーのエリック・ダーリング、ベースのビル・リーと希薄に寄り添っている。タイトル曲は "Man of Constant Sorrow" のヴァリエーションである。曲の選択はスコットランドの頌歌 "Wild Mountain Thyme" からアイルランドのスタンダード曲 "Bold Fenian Men" や  "The Prickilie Bush" まだ幅広い。アルバムには "Tim Evans"、"Wars of Germany"、"John Riley" と言った、あまり有名ではない曲も収められている。
これらの曲は初期のボブ・ディランのレコーディングと同様に社会的抗議のスタイルをとっている。これらの曲のスタイルは、コリンズの後の有名なリリースとは異なるスタイルとなっている。1972年に "The First Time Ever I Saw Your Face" でグラミー賞を受賞したイーワン・マッコールが作った "Tim Evans" では、コリンズは女性と子供の殺害のために不法に有罪判決を言い渡され：「降りろ、殺人者だ、降りろ」、絞首刑が執行された後で免罪された男の歌を歌っている。"O Daddy Be Gay" などの生き生きとした曲でのコリンズのアルトの声は社会的メッセージを伝える楽曲とは対照的である。2001年、このアルバムはコリンズの1962年のセカンドアルバム『太陽の黄金の林檎』 The Golden Apples of the Sun と共にCDとして再発売された。

## 収録曲

### サイド1
1. "Maid of Constant Sorrow" – 2:35
2. "The Prickilie Bush" – 3:25
3. "Wild Mountain Thyme" – 2:30
4. "Tim Evans" – – 2:51 (Ewan MacColl)
5. "Sailor's Life" – 2:41
6. "Bold Fenian Men" – 2:44

### サイド2
1. "Wars of Germany" – 3:10
2. "O Daddy Be Gay" – 2:34
3. "I Know Where I'm Going" – 1:50
4. "John Riley" – 3:30
5. "Pretty Saro" – 3:03
6. "The Rising of the Moon" – 4:07

## パーソネル
- ジュディ・コリンズ – ギター、キーボード、ヴォーカル
- フレッド・ヘラーマン – ギター
- エリック・ダーリング – バンジョー

技術
- マーク・エイブラムソン - 編集
- ウィリアム・S.ハーヴェイ - デザイン
- リダ・モーザー - 写真撮影